# (2627) Churyumov
(2627) Churyumov – planetoida z grupy pasa głównego asteroid okrążająca Słońce w ciągu 5 lat i 176 dni w średniej odległości 3,11 j.a. Została odkryta 8 sierpnia 1978 roku w Krymskim Obserwatorium Astrofizycznym w Naucznym przez Nikołaja Czernycha. Nazwa planetoidy pochodzi od Klima Czuriumowa, ukraińskiego astronoma. Przed nadaniem nazwy planetoida nosiła oznaczenie tymczasowe (2627) 1978 PP3.